# ラジオ放送講座 いきいきセミナー
『ラジオ放送講座 いきいきセミナー』（ラジオほうそうこうざ・いきいきセミナー）は福井放送（FBCラジオ）で、毎週日曜日6:30-7:00（再放送・次週土曜日17:15-17:45）に生放送されている生涯学習番組である。
同番組は、福井県社会福祉協議会が企画・提供しており、健康や福祉、人生観などについて、各界からゲストを招いてラジオ講演会を行う。年数回、「まなび強化月間」と題し、特定の統一テーマに基づいた講義を4-5週（1か月間）にわたって生放送する月がある。
2022年4月からは『ラジオ講座 いきいきライフ』に改題される。
リスナーで希望者には、4月1日を基点日として、随時1年度単位（3月31日まで）で受講することができる（受講料400円×受講月間のテキスト代金が会費として必要。2022年度からはテキスト希望者は半年or1年分の前納、テキストなしの場合は受講料100円×1年分前納のみ）。受講生にはそのテキストが送られるほか、放送を聞いての感想文に対する添削・指導、リスナー交歓のための研修会（年2回）への参加などが行われる。年12回以上感想文を提出したリスナーには、修了証が贈られる。